# Chiudi gli occhi e... fatti coccolare
Chiudi gli occhi e... fatti coccolare conosciuto anche con il titolo Vieni qui e... fatti coccolare è un album del cantautore Natale Galletta, pubblicato nel 2010. Esiste anche un DVD con i video delle canzoni.
L'artista, oltre a pubblicare dieci brani inediti, inserisce Sei la vita mia, brano di Luigi Patruno e altri, portata da Mario Rosini al Festival di Sanremo 2004, dove arrivò in seconda posizione.

## Tracce
1. Ti do la mia parola
2. Addò o tiempo fernesce
3. Fore addò stà e casa mammà
4. Sei la vita mia
5. Mai, mai, mai
6. Si sto cu tte
7. Giovane e bella
8. Te cerco ancora
9. Siente 'o core
10. Senza 'e te
11. Parlo 'e te